# Laura Sánchez Soto
Laura Aleida Sánchez Soto (Guadalajara, 16 de octubre de 1985) es una deportista mexicana que compitió en saltos de trampolín y plataforma.
Participó en tres Juegos Olímpicos de Verano entre los años 2004 y 2012, obteniendo una medalla de bronce en Londres 2012 en la prueba de trampolín individual. En los Juegos Panamericanos consiguió seis medallas entre los años 2003 y 2011.
Ganó una medalla de bronce en el Campeonato Mundial de Natación de 2003.

## Palmarés internacional
| Juegos Olímpicos     | Juegos Olímpicos                | Juegos Olímpicos  | Juegos Olímpicos       |
| Año                  | Lugar                           | Medalla           | Prueba                 |
| -------------------- | ------------------------------- | ----------------- | ---------------------- |
| 2012                 | Londres (Reino Unido)           | Medalla de bronce | Trampolín 3 m          |
| Campeonato Mundial   |                                 |                   |                        |
| Año                  | Lugar                           | Medalla           | Prueba                 |
| 2003                 | Barcelona (España)              | Medalla de bronce | Trampolín 3 m sincro   |
| Juegos Panamericanos |                                 |                   |                        |
| Año                  | Lugar                           | Medalla           | Prueba                 |
| 2003                 | Santo Domingo (Rep. Dominicana) | Medalla de plata  | Trampolín 3 m sincro   |
| 2003                 | Santo Domingo (Rep. Dominicana) | Medalla de plata  | Plataforma 10 m sincro |
| 2007                 | Río de Janeiro (Brasil)         | Medalla de oro    | Trampolín 3 m sincro   |
| 2007                 | Río de Janeiro (Brasil)         | Medalla de plata  | Trampolín 3 m          |
| 2011                 | Guadalajara (México)            | Medalla de oro    | Trampolín 3 m          |
| 2011                 | Guadalajara (México)            | Medalla de oro    | Trampolín 3 m sincro   |